# Stemmiulus debilis
Stemmiulus debilis är en mångfotingart som först beskrevs av Carl 1914.  Stemmiulus debilis ingår i släktet Stemmiulus och familjen Stemmiulidae. Inga underarter finns listade i Catalogue of Life.